# 庆祝中华人民共和国成立70周年活动
庆祝中华人民共和国成立70周年活动，或简称新中国成立70周年庆祝活动，是中国共产党中央委员会和中华人民共和国政府与全国各界为庆祝中华人民共和国成立70周年而举行的一系列庆祝活动的统称。

## 背景
1949年10月1日，中华人民共和国开国大典在北京市的天安门广场举行，宣告了中华人民共和国中央人民政府的成立。1949年12月2日，中央人民政府委员会第四次会议通过《关于中华人民共和国国庆日的决议》，决定自1950年起，以每年的10月1日为中华人民共和国的国庆日。初期中国仿照苏联，每年国庆节都举行大规模的庆祝活动；1960年9月，中共中央、国务院实行“厉行节约、勤俭建国”方针，改革国庆典礼制度，实行“五年一小庆、十年一大庆，逢大庆举行阅兵”。2019年是中华人民共和国成立70周年，应当举行盛大的庆祝活动。

## 信息发布
2019年6月3日，国务院新闻办公室发布庆祝中华人民共和国成立70周年活动标识。之后国家知识产权局依据《特殊标志管理条例》对国新办提交的“中华人民共和国成立70周年活动标志”的特殊标志登记申请予以核准。
2019年8月29日，国务院新闻办公室举行新闻发布会，中共中央宣传部常务副部长王晓晖以及文化和旅游部、北京市、中央军委、国家发展改革委的负责同志介绍了庆祝中华人民共和国成立70周年活动的有关安排。王晓晖表示，系列活动既要隆重热烈又要务实节俭，严格执行中央八项规定精神，防止形式主义，不搞铺张浪费。

## 活动安排

### 颁发纪念章
2019年8月29日，新华社正式公布庆祝中华人民共和国成立70周年纪念章的有关细节。据党和国家功勋荣誉表彰工作委员会办公室负责人介绍，庆祝中华人民共和国成立70周年纪念章颁发给下述对象中符合条件的人员：中华人民共和国成立前参加革命工作的、健在的老战士老同志；中华人民共和国成立后获得国家级表彰奖励及以上荣誉并健在的人员；中华人民共和国成立后因参战荣立一等功以上奖励并健在的军队人员（含退役军人）；为中华人民共和国成立作出杰出贡献的国际友人。2019年1月1日以后去世的，在此次发放范围之内。纪念章使用铜胎镀金材质，通径为50毫米，主要元素为五星、“70”飘带、团锦结、如意祥云和光芒，主色调为红色和金色。庆祝中华人民共和国成立70周年纪念章是以中共中央、国务院、中央军委的名义颁发的。
庆祝中华人民共和国成立70周年纪念章的颁发工作，在地方由各省、市、自治区纪念章发放工作领导小组负责，在完成颁发对象的统计后，在各省、市、自治区，通过中国共产党党组织、各级政府部门机关、人民解放军、各民主党派、人民团体、基层组织等机构，以多种形式进行颁发。

### 制播纪录片和主题文艺作品
2019年7月23日，国家电影局发布《关于开展庆祝中华人民共和国成立70周年优秀电影展映展播活动的通知》。通知要求自2019年8月1日起，在全国城市电影院陆续开展“庆祝中华人民共和国成立70周年优秀国产新片展映”活动，展映片目为近期创作完成的《古田军号》、《烈火英雄》（皆为8月1日上映）、《红星照耀中国》（8月8日上映）、《决胜时刻》（9月20日上映）、《我和我的祖国》、《中国机长》、《攀登者》（皆为9月30日上映）等7部重点影片。
2019年7月29日，国家广播电视总局电视剧司发布《关于做好庆祝新中国成立70周年电视剧展播工作的通知》。文件列出了国家广电总局选出的86部参考剧目名单，“供全国各级电视台尤其是省级卫视选购播出”；通知要求，展播活动期间，电视台不得播出娱乐性较强的古装剧、偶像剧；推荐片单外的剧目如果契合主题，也可以申报列入播出计划；展播时，电视台需加上“庆祝中华人民共和国成立七十周年国家广播电视总局优秀剧目展播”标识。
2019年9月14日，中央广播电视总台称由中共中央宣传部、中共中央党史和文献研究院、国家发展和改革委员会、国家广播电视总局、中央广播电视总台、中央军委政治工作部联合出品的大型文献专题片《我们走在大路上》已摄制完成。该片共24集，自2019年9月16日起在中央广播电视总台央视综合频道黄金时间20:00首播，每日两集连续播出。
2019年9月17日，国家广播电视总局发布《关于认真做好庆祝新中国成立70周年广播电视公益广告创作播出工作的通知》，指出经国家广播电视总局评审，确定99篇主题突出、制作精良的庆祝中华人民共和国成立70周年优秀公益广告作品，推荐给各广播电视播出机构免费下载展播。文件同时指出，各广播电视播出机构要严格执行公益广告播出有关规定，确保每套节目每天播出公益广告时长不得少于其商业广告时长的3%，其中广播频率在11:00至13:00之间、电视频道在19:00至21:00之间，播出数量不得少于4条（次）。
国家还将推出一批“庆祝中华人民共和国成立70周年、具有较高思想和艺术水平的”戏剧、音乐、舞蹈、美术等各类优秀文艺作品，推出一批重点出版物。

### 发行纪念币和纪念邮票
2019年9月6日，中国人民银行公告称其定于2019年9月10日起陆续发行中华人民共和国成立70周年纪念币一套。该套纪念币共7枚，其中金质纪念币2枚，银质纪念币4枚，双色铜合金纪念币1枚，均为中华人民共和国法定货币。
2019年9月21日，中国邮政称其定于2019年10月1日发行《中华人民共和国成立七十周年》纪念邮票1套5枚，小型张1枚。

### 举办成就展
“伟大历程 辉煌成就——庆祝中华人民共和国成立70周年大型成就展”于2019年9月23日在北京展览馆开幕。成就展分为序厅、屹立东方、改革开放、走向复兴、人间正道5个部分；“展示中華人民共和國成立70年来以毛泽东、邓小平、江泽民、胡锦涛、习近平同志为主要代表的中国共产党人，团结带领全党全军全国各族人民，成功开辟和发展中国特色社会主义道路、建设社会主义现代化国家的光辉历程、伟大成就和宝贵经验。”

### 举办国庆招待会
2019年9月27日晚，庆祝中华人民共和国成立70周年外国专家招待会在人民大会堂举行，由科技部部长王志刚主持。中共中央政治局常委、国务院副总理韩正出席并致辞。
2019年9月28日，全国政协办公厅、中共中央统战部、国务院侨办、国务院港澳办、国务院台办、中国侨联联合举行国庆招待会，由中共中央政治局委员、中央外事工作委员会办公室主任杨洁篪主持。中共中央政治局常委、全国政协主席汪洋出席并讲话。部分在京中共中央政治局委员、中央书记处书记，全国人大常委会、国务院、全国政协领导和3800多名港澳台侨各界代表出席招待会。
2019年9月30日晚上，人民大会堂举办盛大国庆招待会，由中共中央政治局常委、国务院总理李克强主持，中共中央总书记、国家主席、中央军委主席习近平发表重要讲话。

### 国家勋章和国家荣誉称号颁授仪式
2019年8月27日，党和国家功勋荣誉表彰工作委员会办公室对8名“共和国勋章”建议人选、28名国家荣誉称号建议人选进行公示，向社会广泛征求意见。9月17日下午，十三届全国人大常委会第十三次会议表决通过《全国人大常委会关于授予国家勋章和国家荣誉称号的决定》。根据该决定，国家主席习近平签署主席令，授予于敏等8人“共和国勋章”、劳尔·卡斯特罗等6人“友谊勋章”、叶培建等28人各类国家荣誉称号。
2019年9月29日上午10时，中华人民共和国首次国家勋章和国家荣誉称号颁授仪式在北京人民大会堂金色大厅举行。国家主席习近平向获得“共和国勋章”的申纪兰、孙家栋、李延年、张富清、袁隆平、黄旭华、屠呦呦，获得“友谊勋章”的劳尔·卡斯特罗（由古巴驻华大使拉米雷斯代领）、诗琳通公主、萨利姆（由女儿玛亚姆代领）、库利科娃、拉法兰、柯鲁克，获得国家荣誉称号奖章的于漪（“人民教育家”）、王蒙（“人民艺术家”）、王文教（“人民楷模”）、王有德（“人民楷模”）、王启民（“人民楷模”）、布茹玛汗·毛勒朵（“人民楷模”）、叶培建（“人民科学家”）、麦贤得（“人民英雄”）、李道豫（“外交工作杰出贡献者”）、都贵玛（“人民楷模”）、热地（“民族团结杰出贡献者”）、高铭暄（“人民教育家”）、高德荣（“人民楷模”）、郭兰英（“人民艺术家”）、董建華（“‘一国两制’杰出贡献者”）、樊锦诗（“文物保护杰出贡献者”）等人颁授勋章奖章。黄旭华、诗琳通公主和习近平分别发表讲话。

### 举办文艺晚会
2019年9月29日晚20时，庆祝中华人民共和国成立70周年大型文艺晚会《奋斗吧 中华儿女》在人民大会堂举行，习近平、李克强、栗战书、汪洋、王沪宁、赵乐际、韩正、王岐山等党和国家领导人同4000余名观众参加。晚会以大型音乐舞蹈史诗形式呈现，并于9月30日晚21时在央视综合频道、综艺频道及央广文艺之声首播。文化和旅游部副部长李群透露称该晚会将增加演出场次、开展电视播出，并且将会被拍成一部类似于《东方红》、《复兴之路》的大型音乐舞蹈史诗的艺术电影，希望通过电影艺术的手段更加准确、全面、立体地再现好舞台演出的风采；根据拍摄安排，该电影将在2020年初制作完成。
《奋斗吧 中华儿女》共分为“浴血奋斗”“艰苦奋斗”“团结奋斗”“奋斗吧  中华儿女”四个篇章。晚会由于芳、任鲁豫、朱迅、鲁健主持，参演明星有成龙、张国立、张凯丽、孙俪、陶虹、胡歌、姚晨、佟丽娅、靳东、吴刚、朱亚文、黄轩、王力宏、张杰、张靓颖、张韶涵、谭维维、廖昌永、郎朗等，陈燮阳和李心草担任指挥。
同名4K艺术电影于2021年6月7日在中国大陆正式公映。

### 向人民英雄敬献花篮仪式
2019年9月30日烈士纪念日上午10时，在北京天安门广场人民英雄纪念碑前举行向人民英雄敬献花篮仪式，缅怀英雄烈士。中共中央政治局委员蔡奇主持仪式。习近平、李克强、栗战书、汪洋、王沪宁、赵乐际、韩正、王岐山等党和国家领导人和首都各界群众代表4000多人参加。仪式包括唱中华人民共和国国歌《义勇军进行曲》、向为中国人民解放事业和共和国建设事业英勇献身的烈士默哀、少年儿童献唱《我们是共产主义接班人》、向人民英雄敬献花篮等环节。
敬献花篮仪式前，习近平、李克强、栗战书、汪洋、王沪宁、赵乐际、韩正、王岐山等领导来到毛主席纪念堂。北大厅内，中共中央、全国人大常委会、国务院、全国政协、中央军委、各民主党派、全国工商联和无党派人士敬献的花篮摆放在毛泽东坐像正前方。习近平等向毛泽东坐像三鞠躬，随后来到瞻仰厅，瞻仰毛泽东遗容。

### 举办庆祝大会
2019年10月1日，在北京天安门广场隆重举行庆祝中华人民共和国成立70周年大会，中共中央总书记习近平发表重要讲话。大会由国务院总理李克强主持，庆祝大会后将举行盛大的阅兵式和群众游行。阅兵领导小组办公室副主任、中央军委联合参谋部作战局副局长蔡志军表示首都天安门阅兵是国家重大纪念日阅兵的制度化安排，将安排部分先进武器装备首次亮相，总体上比庆祝新中国成立50周年、60周年阅兵和纪念抗战胜利70周年阅兵的规模要大一些。

### 举办联欢晚会
2019年10月1日晚，在天安门广场举办首都国庆联欢活动，习近平、李克强等领导人同首都北京各界代表一起联欢并观看文艺演出和焰火表演。

### 其他相关活动
2019年6月29日，十三届全国人大常委会第十一次会议表决通过《全国人大常委会关于在中华人民共和国成立七十周年之际对部分服刑罪犯予以特赦的决定》，根据该决定，国家主席习近平签署特赦令，对部分罪犯实行特赦。
2019年9月29日，中国天文学会普及工作委员会、北京天文馆和《天文爱好者》杂志社共同发起庆祝中华人民共和国成立70周年天文观测和摄影活动，主题为“仰望‘生日星球’，共庆七十华诞”，邀请各届观测和拍摄距离地球约70光年的上宰星（天龙座θ）。此时所观测到该星的星光约为1949年中华人民共和国成立时所发出的。

### 总结会议
2019年10月16日，中华人民共和国成立70周年庆祝活动总结会议在北京举行，中共中央总书记习近平在人民大会堂亲切会见庆祝活动筹办工作有关方面代表。

## 世界各地的庆祝活动
各地区各部门将从各地实际出发，组织开展形式多样的庆祝活动。中央宣传部围绕庆祝中华人民共和国成立70周年这条主线，组织开展“壮丽70年•奋斗新时代”大型主题采访活动，组织“我和我的祖国”群众性主题宣传教育活动、“最美奋斗者”学习宣传活动等庆祝活动。

#### 河北
- 2019年9月25日晚，“我和我的祖国”石家庄市庆祝中华人民共和国成立70周年群众歌咏活动在河北体育馆举行，约5000人观看了演出。[35]
- 2019年9月27日，庆祝新中国成立70周年活动新闻中心组织40余家境外媒体的记者赴唐山市参观采访。采访团乘坐D6611次列车前往曹妃甸，参访曹妃甸矿石码头、南湖公园、唐山工业博物馆等地。[36][37][38]
- 2019年9月29日，邢台市庆祝新中国成立70周年歌咏大会在邢台学院体育馆举办，3000余人参会。[39]
- 2019年9月30日至10月2日，为保障国庆活动期间的空气质量，倡导绿色出行，唐山全市城市公交车实行免费乘车。[40]

#### 福建

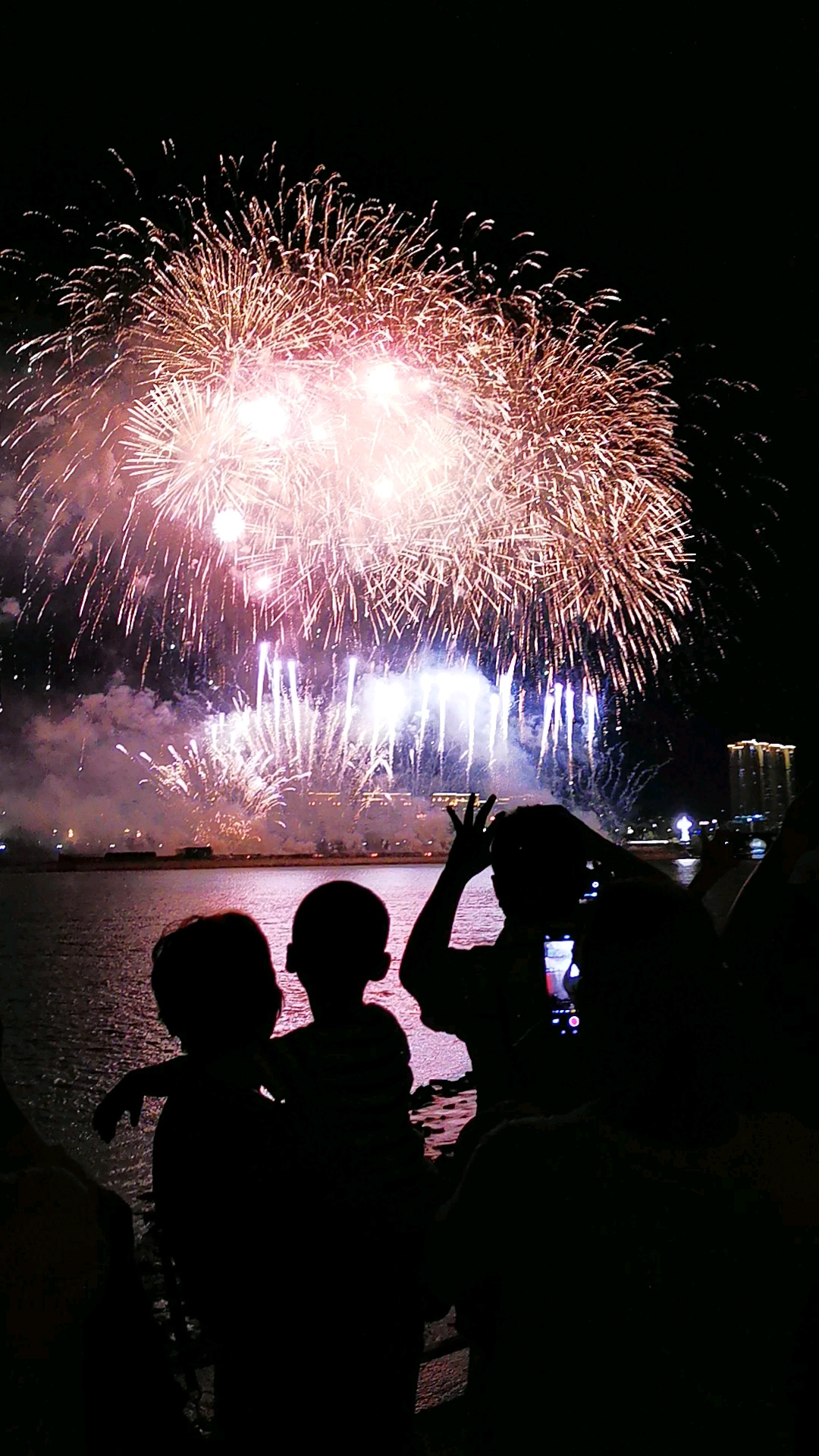
福州举办国庆焰火晚会

- 2019年9月29日晚，庆祝中华人民共和国成立70周年闽港澳台四地联欢晚会在位于福州市的福建省奥体中心举行，由闽港澳台四地主持人共同主持。[41]同晚，泉州市庆祝新中国成立70周年交响音乐会在泉州大剧院举行[42][43]，漳州市庆祝新中国成立70周年暨“九龙江杯”文艺演出在漳州市人民剧场举行[44]。
- 2019年9月30日晚21时，在福州市中心城区闽江两岸举办福建省2019年国庆焰火晚会。[45]
- 2019年10月1日上午9时，在福州五一广场举行国庆升国旗仪式。[45]

#### 广东
- 10月1日20时至20时25分，广州市委、市政府在珠江市区河段（海珠区琶洲会展中心对出江面）举行以“讴歌新时代，共圆中国梦”为题的庆祝新中国成立70周年焰火晚会。[46]
- 10月1日晚，深圳市在深圳湾公园举行焰火晚会，吸引大批民众前往现场观看。

#### 香港
- 2019年9月18日，香港特区政府发布新闻公报稱：鉴于香港反對逃犯條例修訂草案運動正在進行，基于「整体公众安全」的考虑，原定于10月1日晚上在维多利亚港举行的国庆烟花汇演将会取消。[47]政界中人指，中國國慶70周年是大日子，故然需要慶祝，但示威者很大機會於10月1日上街示威，如果當日仍然放煙花，恐怕會造成很大反差，因此以現時香港緊張政治氣氛，實在不宜大事舖張。[48]民主黨立法會議員林卓廷表示，目前社會氣氛不宜放煙花，因社會「很多傷痛未完」，放煙花與當下氣氛格格不入。又稱「10‧1」是敏感日子，相信屆時社會氣氛較緊張，有人聚集抗議放煙花風險亦不低。行會成員兼新民黨主席葉劉淑儀亦稱，現時香港撕裂，放煙花期間不同政見市民或有人出言不遜，導致對罵、碰撞，故在目前環境，聚集多人看煙花會有危險。她又稱，今年是國慶70周年，特區政府亦有大觀禮團上京，「在北京慶祝最隆重」。[49]文艺晚会则未受影响，仍计划举办。
- 9月28日晚上，香港岛各界联合会主办的庆祝中华人民共和国成立70周年港岛欢腾贺国庆文艺晚会，在香港湾仔伊利沙伯体育馆举办[50]。亲北京建制派团体“维港之声”组织逾百市民在维多利亚公园举行国庆快闪活动，参与者在公园中央拉起一面巨幅国旗，围绕演唱爱国歌曲[51]。香港同胞庆祝中华人民共和国成立70周年筹备委员会、九龙西区各界协会合办的“庆祝中华人民共和国成立70周年文艺晚会”9月30日在香港文化中心音乐厅举行，现场表演了大合唱、粤剧表演、舞蹈表演、魔术、传统乐器演奏等节目[52]。
- 国庆当天，港府在湾仔香港會議展覽中心举办升旗仪式暨国庆酒会，與會人士改為通过现场大屏幕觀看金紫荆广场的升旗仪式。署理行政长官、政务司司长张建宗在酒会致辞中表示，过去70年，国家不断克服困难挑战，稳步迈向开放进步、繁荣富强，取得辉煌成就。香港在国家发展过程中，一直以自身所长贡献国家，享受背靠祖国之利。对于的局势，他表示政府早已展示最大诚意呼吁市民团结，“让香港重新出发”[53]。为了防止抗議群眾與警察冲突酿成意外，在港府授意下港铁公司关闭了会场邻近的金钟站和湾仔站，出席酒会须经过戒备森严的铜锣湾站[54]。

#### 台灣
- 親北京統派政黨中華統一促進黨在未獲得警方批准的前提下，於10月1日下午2點在台北車站南二門外廣場搭建舞台，以「廟會」形式舉辦慶祝中華人民共和國成立70週年活動「慶祝光輝十月」。警方派出800名警力，維護北車周遭、行政院、立法院、總統府和總統寓所等重要場所的安全。逾千名警察到場強勢驅離，統促黨總裁張安樂等集會人士在警方四次舉牌警告後離場，此時活動已經結束。張安樂在接受採訪時批評警政署長陳家欽禁止統促黨申請活動，質疑台港大遊行可在台舉辦，統促黨卻不被允許[55][56]。台北市工務局公園處則因統促黨未申請即進行舉辦活動且搭建舞台及帳篷，行為已明顯違法，罰新台幣2400元[57]。

#### 澳门
- 澳门举办升国旗仪式、中华民族青年文艺汇演、国际烟花比赛汇演等多项活动庆祝国庆[58]。

#### 迪拜
- “十一黄金周”之际，迪拜市中心将同步上演一系列盛大的中国国庆主题庆祝活动，以期向远道而来的中国游客致以热烈的国庆问候。其中，“世界第一高楼”哈利法塔将首先上演中国国庆主题短片震撼灯光秀，之后还上演由人气表情包“兔斯基”活力出镜的“兔斯基闪现迪拜”精彩灯光秀。[59]

## 抗议活动

### 世界各地
9月29日，全球反極權大遊行在24個國家65個城市爆發，各國以「今日香港，明日世界」作口號表示抗議。

### 香港
- 社会民主连线与四五行动一行约20人抬纸制“棺材”，计划从湾仔香港家庭計劃指導會出发，前往金紫荆广场抗议。然而，一行人准备出发时，遭到唱国歌并挥舞国旗的爱国人士撑伞阻挡，双方爆发肢体冲突。社民连主席吴文远表示，日前多名恶汉曾闯入古思尧及曾建成的办公室搜寻示威的“棺材”[61]。大批防暴警察，施放胡椒喷雾分隔两批人，吴文远及两名警察意外“中椒”，两名袭击人士被拘捕。之后，警方护送游行队伍起步。队伍抵达会展中心对开后，梁国雄宣读声明。他表示目的是希望政府关注六四事件死难者，不是想“打架”，批评袭击者“无耻”。之后，游行队伍烧毁三张标语及信件后一行人散去[62]。

- 2019年10月1日，示威在香港六區爆發，警員之舉動再次震驚香港社會[63]，警員將蒙眼示威者當作肉槍托協助射擊[63]，警員在救護車上搶走傷者[64]，更首次以手槍射傷一名15歲學生，該學生胸口中彈一度危殆[65]。

## 国际社会贺词

### 亚洲
日本
- 日本首相安倍晋三26日发来视频贺词。安倍晋三在视频中首先用中文问候“大家好”。他说，“值此中华人民共和国成立70周年之际，我谨代表日本政府和国民表示热烈祝贺。”他表示，今年是日中两国节点之年，不仅适逢中华人民共和国成立70周年，日本也从“平成”进入“令和”新时代。安倍晋三说，他坚信日中携手应对地区和全球性课题，共同为国际社会作出贡献，对构筑两国未来具有重要意义。安倍称，“最后，我祝愿日中关系蓬勃发展，祝朋友们事业欣欣向荣”。[66]
- 日本前首相福田康夫称，自己对70年来中国的巨大变化印象非常深刻。他指出，中国以强大的学习能力，结合本国国情，探索发展道路，脚踏实地发展社会主义市场经济，不断增强人民的获得感和幸福感。他表示，中国提出的构建人类命运共同体理念，得到越来越多国家认同。他说，“各国携手发展，共享发展成果，世界才会和平。”[67]
- 日本前首相鸠山由纪夫在出席中国驻日本大使馆举行的国庆70周年招待会时谈到，70年来，中国经济快速发展，成就斐然，这主要归功于强有力的政治核心领导力。[68]

 朝鲜民主主义人民共和国
- 朝鲜劳动党委员长、朝鲜国务委员会委员长金正恩表示，70年来，勤劳智慧的中国人民在中国共产党领导下顽强拼搏，战胜各种考验和挑战，中华大地迎来划时代的变化，中国综合国力和国际地位极大提升。中华人民共和国的伟大斗争历史清楚地证明，社会主义是中国人民最正确的必然选择，中国共产党的领导是中国人民走向胜利的根本保障。我们坚信，有总书记同志和中国共产党的领导，有新时代中国特色社会主义思想，中国人民实现“两个一百年”奋斗目标和中华民族伟大复兴中国梦的新征程必将取得胜利。[69]

 哈萨克斯坦
- 哈萨克斯坦前总统纳扎尔巴耶夫表示，中华人民共和国成立70周年是中国全面建成小康社会道路上的重要里程碑。中国与时俱进推行改革开放，在国际舞台上积极开展建设性合作，创造了诸多发展奇迹。相信在中国共产党领导下，中国人民必将实现“两个一百年”奋斗目标。[69]

 越南
- 越共中央总书记、越南国家主席阮富仲表示，中华人民共和国成立70年来特别是改革开放40年来，在中国共产党领导下，中国人民取得巨大成就，人民生活实现小康，国际影响力和地位不断提升。祝愿中国早日建成富强、民主、文明、和谐、美丽的社会主义现代化强国。[69]

 柬埔寨
- 柬埔寨国王西哈莫尼表示，过去70年，在中国共产党的英明领导下，中国人民团结一致搞建设，使新中国变得更加繁荣强大。他本人代表柬埔寨和柬埔寨人民，对此表示高度的钦佩和赞赏。太后莫尼列称，1958年我第一次到访中国，此后多次来访，见证着中国的发展。70年来，中国取得了翻天覆地的变化，衷心祝愿中国更加繁荣昌盛。[67]

 泰国
- 泰国国会主席兼下议长川·立派日前在出席我使馆举办的国庆70周年招待会时表示，中国有5000年悠久历史，过去70年来取得的发展成就超过历史上任何时期。当今中国经济体量庞大，科技发展日新月异，同世界的合作日益广阔，令人欣喜。同样值得欣喜的是，泰中关系保持健康发展，两国合作涵盖各个领域。祝愿泰中友好关系不断发展！[68]

 缅甸
- 缅甸执政党全国民主联盟中央执行委员、发言人吴苗纽日前对本报记者表示，新中国建立70年来，在和平与发展两大问题上取得的成就举世瞩目。中缅两国边境线漫长，风俗相近，文化相通，希望中国未来继续保持高速发展，并为缅甸的和平与发展提供更多助力。[68]

 菲律宾
- 菲律宾财政部长多明计斯日前表示，祝贺新中国成立70周年，并为中国政府的减贫成就感到由衷钦佩。在世界历史上，没有任何一个国家能像中国这样快速和大规模地帮助穷人富起来。中国的“一带一路”倡议通过加强贸易联系和互联互通，使亚洲经济更加紧密地联系在一起，菲律宾充分支持。在两国元首的正确领导下，中菲关系前景不断改善。我们期待着更加紧密的合作，为我们两国人民创造美好的未来。[68]

 巴基斯坦
- 巴基斯坦总统阿尔维表示，“我代表巴基斯坦政府和人民，祝中国人民国庆快乐，祝贺新中国成立70周年。”他指出，巴中友谊是特殊的友谊，巴基斯坦是最先与中国建交的国家之一。巴基斯坦为巴中友谊感到自豪。阿尔维指出，中国坚定奉行和平外交政策，开创性提出“一带一路”伟大构想，为世界和平与发展提供共同发展的公共平台。包括巴在内的全世界都应向中国学习，特别是学习中国坚持以经济建设为中心、致力于睦邻外交的做法。他表示，中国提出的“一带一路”倡议，切实促进各国联通。其中，中巴经济走廊帮助巴基斯坦解决了电力短缺等现实困难。巴基斯坦从中巴经济走廊建设中学到很多。[67]

 印度
- 印度总统科温德表示，作为两大世界文明古国和发展中大国，印中两国在全球政治经济秩序中扮演着重要角色。印中关系正迸发出新的活力。祝中华人民共和国繁荣昌盛。[69]

 以色列
- 以色列总统里夫林9月25日， 驻以色列大使詹永新应约会见以色列总统里夫林，里夫林就新中国成立70周年表示祝贺。里夫林代表以色列政府和人民，祝贺中华人民共和国成立70周年。里夫林表示，中国在过去70年间取得了举世瞩目的发展成就，社会面貌发生巨大变化，人民生活水平显著提升。以中关系近年来发展迅速，以中合作符合两国人民利益，更将造福全人类。[67]

 巴勒斯坦
- 巴勒斯坦总理什塔耶表示，近几十年来，中国经济发展取得了巨大成就，巴勒斯坦为此感到自豪。他说，中国领导人提出的“一带一路”倡议致力于实现沿线国家的互联互通，“非常了不起”。他还表示，中国一直是巴勒斯坦人民的好朋友、巴勒斯坦合法权利的捍卫者，是国际准则的坚定守护者。[67]

 沙特阿拉伯
- 沙特阿拉伯国王萨勒曼表示，值此中华人民共和国成立70周年之际，我谨代表沙特阿拉伯王国政府和人民，并以我个人的名义，向习近平主席致以最诚挚的祝贺和最良好的祝愿。祝友好的中国政府和人民不断进步发展。[69]

### 欧洲
俄罗斯
- 俄罗斯总统普京表示，值此中华人民共和国成立70周年之际，谨致以最热烈的祝贺。70年来，中国在经济、社会、科技等领域取得举世瞩目的伟大成就。中国在国际舞台上享有当之无愧的崇高威望，在解决重大全球性问题方面发挥着十分重要的作用。在习近平主席领导下，中国正朝着实现中共十九大制定的2021年前全面建成小康社会、2049年前建成社会主义现代化强国的目标坚定前行。俄中互为不可替代的战略伙伴。我非常珍视我们之间的友谊，愿继续同你紧密合作，共同造福俄中两国人民。[70]

 英国
- 英国首相约翰逊于9月9日向中国驻英大使馆举行的国庆庆祝活动发来了贺辞，“我谨向中华人民共和国成立70周年致以热烈祝贺。当前英中关系广泛、深入发展，为两国人民带来福祉。”。约翰逊还表示，对“英中两国加强经贸投资合作、深化人文交流抱有很高期望。”[70]

- 英国女王伊丽莎白二世表示，很高兴在中华人民共和国国庆之际致贺，并祝愿中国人民幸福安康。[70]

 德国
- 德国总统施泰因迈尔表示，德方希望同中方维护和扩展德中伙伴关系，这不仅符合两国利益，也有助于推进两国合作应对全球挑战。期待两国关系不断取得丰硕成果。[69]

 意大利
- 意大利总统马塔雷拉表示，值此中华人民共和国成立70周年之际，祝友好的中国人民拥有繁荣未来。[69]
- 意大利外交与国际合作部副部长塞莱尼日前表示，过去数十年，中国这一伟大国家在经济发展方面取得了令人惊叹的成就。最近几年来，中国在科技领域突飞猛进，特别是专利技术和创新产业发展迅速。中国已成为世界最主要经济体之一，在国际舞台上发挥着至关重要的影响力。意中两国关系正处于历史最好时期，意大利希望进一步加强同中国在经济、文化等各领域合作。[68]

- 意大利前总理普罗迪对记者表示，中国在过去70年间发生了翻天覆地的深刻变化，同时中国也改变了世界。我祝愿中国不断取得进步，因为中国的发展是维护世界和平和增强各国凝聚力的有效工具。衷心祝愿中国在下一个70年继续为世界带来和平、发展和友谊！[68]

 法国
- 法国前总理拉法兰认为，中国的快速发展对世界有两大贡献：首先，数亿人摆脱贫困，中产阶层群体不断壮大；其次，中国在世界舞台上积极作为，有利于平衡和促进国际合作。他说，“在这个相互依存的世界，我们必须开阔眼界、拓展思想，共建命运共同体。中国将在这些方面，对世界做出积极贡献。”[67]

 奥地利
- 奥地利前总统菲舍尔日前在出席中国驻奥大使馆举行的国庆招待会上表示，他对新中国70年来的发展成就深感钦佩。菲舍尔说，1949年是中国历史的转折点，70年来中国取得了巨大的成就。当今中国已成为世界强国，在经济建设、减贫事业及其他众多领域均取得丰硕成果。奥地利完全有理由对新中国成立70周年表示衷心祝贺。

 塞尔维亚
- 塞尔维亚总统武契奇表示，“我衷心祝贺习近平主席，中国人民、中国共产党取得令人鼓舞的成绩，中国过去几十年的成就是一个巨大的奇迹，我祝愿我们视如兄弟的中国一切都好。”他说，“我相信，以习近平为核心的中国（共产）党和政府，将成功把中国带入下一个辉煌。”[67]

### 美洲
美国
- 美国总统特朗普9月30日发出一连串推文，除祝贺中华人民共和国成立70周年，祝福中国人民享受和平与繁荣，也表示华盛顿已意识到中国企图超越美国的野心，并表示在他的带领下，美国终将赢得最后胜利。（指2018-2019年中美贸易战）[71]

- 美国国务卿蓬佩奥在9月27日周五也通过美国国务院网站向中国人民致以国庆节问候及祝福。去年9月27日，蓬佩奥曾在国务院网站祝福中国人民国庆节“假日愉快”。他在今年的祝福中还写道，“在你们庆祝10月1日国庆节之际，我谨代表美国人民，向中国人民表示祝贺。美国祝愿中国人民在未来一年里幸福、健康、和平与繁荣。”[72]

 古巴
- 古巴最高领导人、古共中央第一书记劳尔·卡斯特罗表示，在中国共产党领导下，中国社会主义建设取得伟大成就。古方高度评价中国为捍卫国际法准则，促进公平和发展，维护世界和平做出的积极贡献。[67]

- 古巴国务委员会主席兼部长会议主席迪亚斯-卡内尔表示，古方愿与中方一道，继续为巩固古中友谊与友好合作，推动双边关系全面发展而共同努力。

 委内瑞拉
- 委内瑞拉总统马杜罗说：“我从小就对中国非常向往，从八九岁就开始阅读有关中国历史的书籍。到了青少年时期，我开始阅读中国革命历史书籍。成年以后，我一直关注中国的开放和发展历程。”他表示，新中国成立70年以来取得的成就举世瞩目。特别是改革开放以来，中国一直处于持续稳定的发展阶段，不断将科学技术转化为生产力，成功建立起自己的科技和产业模式，成为值得他国借鉴的榜样。他说，自委中建立全面战略伙伴关系以来，双方取得丰硕成果，政治互信与理解不断加强，委内瑞拉感谢中国给予的支持。[67]

 哥斯达黎加
- 哥斯达黎加总统阿尔瓦拉多指出，新中国的成立，为中国在广阔领域成为“世界榜样”，奠定了基础。他表示，希望哥中两国关系不断巩固。阿尔瓦拉多称，首批华人在160多年前，抵达哥斯达黎加。华人凭借其文化、音乐、艺术及对待生活的态度，丰富了哥斯达黎加文化。中华文化已成为哥斯达黎加多元文化的一部分，也是铸造两国友谊的元素之一，哥斯达黎加人民为此感到骄傲。[67]

### 大洋洲
澳大利亚
- 澳大利亚总理莫里森说，我谨在此向庆祝中华人民共和国成立70周年的所有人致以诚挚的问候。他说，让中国倍感自豪的，不仅有其传统文化，也有70年来为中国人民带来发展和繁荣的巨大成就。中国社会、工业和经济的变革速度之快、规模之大都是前所未见的，过去这几十年可称为中国历史上最卓越非凡的时期。莫里森还强调，澳大利亚为澳中两国的全面战略伙伴关系感到自豪。澳中两国是长期的经济伙伴，经济互补性很强。中国是我国最大的商品和服务出口市场，也是不断增长的海外投资来源国。[67]

### 非洲
南非
- 南非总统拉马福萨表示，中国作为发展中国家，用短短70年时间取得举世瞩目成就，在诸多领域崛起为世界的引领者，得到全世界特别是发展中国家广泛认可。习近平主席杰出的领袖风范和领导力将继续带领中国走在世界前列，并对国际社会产生积极影响。[69]

 尼日利亚
- 尼日利亚总统布哈里表示，过去70年里，中华人民共和国政治团结稳固，发展成就非凡，领导坚强有力，人民甘于奉献，成为给全球带来深刻启迪的世界强国，我们对此深感欢欣鼓舞。[69]

 肯尼亚
- 肯尼亚总统肯雅塔表示，70年前中华人民共和国成立，中国开启了伟大征程。中国实行改革开放以来，尤其是在习近平主席英明领导下，中国取得巨大发展成就，成为世界第二大经济体，数亿人摆脱贫困。肯方高度赞赏中国积极致力于维护世界和平与安全，支持以规则为基础的国际秩序，倡导建立人类命运共同体。[69]

 赤道几内亚
- 赤道几内亚总统奥比昂向全体中国人民祝贺中华人民共和国取得的硕果和成就。他指出，中国作为一个发展中国家，对促进全球经济发展和维护世界和平发挥着越来越重要的作用，正不断自我超越。他称，自中非合作论坛创立以来，中非合作不断扩大，中国愿助非洲腾飞，赤道几内亚欢迎中国投资者。他还说，中方提出的“一带一路”倡议有利于消除国际贸易壁垒，推动国际合作。中国对外开放成果惠及全球，顺应了国际社会建立互利、公正、共赢、友好合作关系的潮流。[67]

 埃塞俄比亚
- 埃塞俄比亚联邦院议长易卜拉欣日前在中国使馆国庆招待会上表示，70年来，在中国共产党的坚强领导下，中国减贫事业取得巨大成绩，中国发生了翻天覆地的变化，成为国际舞台上进步和发展的典范，堪称奇迹。中国经济的成功故事已成为发展中国家摆脱贫困、实现复兴的动力和希望。[68]

 埃及
- 埃及议会第一副议长谢里夫日前在中国驻埃及使馆举行的国庆70周年招待会上致辞表示，热烈祝贺新中国建立70周年。他表示，中国人民付出了艰苦卓绝的努力，中国发展成世界第二大经济体，不止埃及，全世界都为此感到钦佩。中埃两国自1956年建交以来风雨同舟，近年来在两国元首关怀下两国关系翻开了新的篇章，是国与国互利合作的典范。[68]

### 国际组织
联合国
- 9月20日，中国常驻联合国代表团举行国庆70周年招待会。联合国秘书长古特雷斯致贺辞，常务副秘书长穆罕默德宣读贺辞。古特雷斯在新中国成立70周年的致贺辞中表示，中国是联合国事业的主要参与者，也是国际合作和多边主义的支柱，发挥着核心作用。古特雷斯称，中国和联合国一直在合作应对当前全球性问题。他还称，“中方坚定支持联合国协调应对在和平与安全、人权、发展领域面临的全球性挑战，我对此表示感谢。祝福中国取得更大成就。”[73]

 国际奥委会
- 国际奥委会主席巴赫表示，70周年具有标志性意义。在习近平主席领导下，中国正在走进新时代，踏上进步征程，满怀信心地迎接未来。北京2022年冬奥会不仅将向世界展示现代中国，还将书写中国奥运历史的新篇章。[69]

 非盟
- 非盟委员会主席法基表示，这个重要时刻对中国具有里程碑意义，同时也象征着非洲人民同中国人民长久的历史情谊和兄弟般的团结。非中关系堪称值得骄傲的典范。[69]

 上海合作组织
- 上海合作组织秘书长诺罗夫表示，新中国成立以来，在经济、文化、科技、民生等各领域取得辉煌成就，为人类进步事业作出卓越贡献。共建“一带一路”倡议获得国际社会广泛赞同和支持，为开展国际合作搭建了全新平台，为建设人类命运共同体开辟了现实路径。[69]